# Eriocephalus sericeus
Eriocephalus sericeus là một loài thực vật có hoa trong họ Cúc. Loài này được Gaudich. mô tả khoa học đầu tiên.